# Ortoprotesia
A Ortoprotesia é uma das 18 profissões que integram a carreira geral de Técnico de Diagnóstico e Terapêutica (TDT).
O ortoprotésico tem como funções a avaliação de indivíduos com problemas motores ou posturais, com a finalidade de conceber e aplicar os dispositivos necessários e mais adequados à correcção do aparelho locomotor, ou à sua substituição no caso de amputações, e de desenvolvimento de acções visando assegurar a colocação de dispositivos fabricados e respectivo ajustamento, quando necessário.
A função do ortoprotésico baseia-se na construção, adaptação e aplicação de próteses e ortóteses a indivíduos com amputação, ausência por malformação congénita dos membros ou deficiência funcional total ou parcial do sistema neuro-músculo-esquelético.

## História da Ortoprotesia e do seu ensino em Portugal
Em 1961, o Centro de Medicina de Reabilitação de Alcoitão (CMRA) contratou quatro indivíduos e enviou-os para os EUA e Reino Unido para adquirirem formação nas áreas de Próteses, Ortóteses, Cintas Medicinais e Calçado Ortopédico.
Quando regressaram ao CMRA, procederam à contratação de pessoal para o sector de Ortoprotesia. A formação deste pessoal foi feita com base na prática diária à bancada, excluindo-se qualquer contacto com o paciente. A sua actuação resumia-se ao papel de Auxiliar de Ortoprotesia.
Entre 1977 e 1980 tornou-se necessário integrar na carreira TDT os indivíduos que até aí tinham trabalhado na profissão. Essa integração foi feita mediante a tutela do Departamento de Recursos Humanos (DRH), através da análise curricular.
Em 1982 foram criadas as Escolas Técnicas dos Serviços de Saúde de Lisboa, Porto e Coimbra. Deu-se então a transição do modelo tradicional de formação essencialmente em meio hospitalar e em serviço, para o modelo escolar.
Ainda em 1982 foi criado o primeiro curso de Ortoprotesia com a duração de 3 anos escolares, a funcionar na Escola Técnica dos Serviços de Saúde de Lisboa. O curso era constituído por um tronco comum a todos os cursos leccionados nessa escola, por um período de formação técnica e por um período de estágio. Os candidatos entravam efectuando provas gerais a nível nacional.
Em 1984 foi feito o segundo curso de Ortoprotesia cuja condição de acesso passou a ser o 12º ano de escolaridade. Estabeleceu-se formalmente a necessidade de formar técnicos e não auxiliares.
Em 1987 surgiu o terceiro e último curso de Ortoprotesia, desta vez na Escola Técnica dos Serviços de Saúde do Porto.
Deu-se então um longo interregno sem formação superior ao nível da Ortoprotesia.
Só em 2004 e 2005, na Escola Superior de Tecnologia da Saúde de Lisboa (ESTeSL) e na Universidade do Algarve (Escola Superior de Saúde de Faro em parceria com a Escola Superior de Tecnologia), respectivamente, surgiram os cursos superiores de Ortoprotesia, que consistem numa licenciatura perfeitamente adequada ao Processo de Bolonha.

## Função do ortoprotésico
Uma das principais funções do ortoprotésico é saber tirar as medidas e traçados necessários para proceder à concepção das próteses e ortóteses conforme a prescrição efectuada pelo médico. 
Dentre as diversas próteses e ortóteses que o ortoprotésico está habilitado a conceber podem-se enumerar:
- próteses para o membro inferior
- próteses para o membro superior
- ortóteses para o membro inferior
- ortóteses para o membro superior
- ortóteses do tronco
- palmilhas
- calçado ortopédico

## Materiais usados em Ortoprotesia
Na primeira metade do século XX, as próteses e ortóteses eram confeccionadas principalmente em metal, madeira, couro e tecido. Nos últimos cinquenta anos, no entanto, o avanço da tecnologia permitiu a utilização de componentes mais leves e resistentes. A utilização de termoplásticos na Ortoprotesia permitiu o aumento da durabilidade e a melhoria da estética. Actualmente conta-se com inúmeros materiais específicos para a confecção de próteses e ortóteses, embora elementos anteriormente utilizados ainda continuem a ser aplicados.

### Tipos de materiais
Dentre os inúmeros materiais utilizados na Ortoprotesia, podemos citar as características de alguns deles, tais como couro, silicone, metais, termoplásticos, espumas, resinas e polímeros viscoelásticos.
Couro
Esta é uma matéria-prima ainda utilizada na confecção de próteses, sobretudo para efectuar suspensão da prótese. Dentre algumas das suas características há a realçar a boa resistência, a porosidade, a estética, o facto de ser um material não tóxico e de fácil manuseio. O couro é empregado também no revestimento de algumas estruturas metálicas e na confecção de correias.
Metais
Aço inoxidável, alumínio e dura-alumínio são os metais mais utilizados. O aço é um material rígido e bastante duradouro, porém pesado. O alumínio é um material bem mais leve, resistente à corrosão e com uma melhor aparência, apesar de também apresentar rigidez, ainda que esta seja menor do que no caso do aço. O titânio pode igualmente ser utilizado na confecção de próteses, apresentando peso reduzido e alta resistência, mas o seu elevado valor monetário, porém, justifica a sua pouca aplicação.
Termoplásticos
Os plásticos são materiais orgânicos sintéticos. Os termoplásticos quando aquecidos, permitem que as suas moléculas livres deslizem umas sobre as outras durante um processo de moldagem; após arrefecerem, fixam-se na posição final, ou seja, são materiais que se tornam moldáveis quando aquecidos e rígidos depois de arrefecidos. Estes podem ser classificados em materiais de alta e baixa densidade, o que permite variar a temperatura em que são manipulados. Os termoplásticos de alta e baixa densidade são também chamados de termoplásticos de alta e baixa temperatura.
Os de baixa temperatura ou de baixa densidade são manipulados e moldados em temperaturas inferiores a 80°C, por terem as moléculas mais pequenas. Uma vantagem destes materiais é a boa memória, ou seja, a possibilidade de serem reaquecidos e remodelados inúmeras vezes, permitindo pequenos ajustes durante a confecção.
Dentre os termoplásticos de alta temperatura ou alta densidade, o polipropileno (PP) é um dos mais utilizados devido às características de excepcional resistência a rupturas por flexão e fadiga, resistência química, boa resistência a impactos, baixo peso, custo reduzido e fácil manipulação. Este material pode ser encontrado no mercado em chapas de várias espessuras, variando de 1 mm até mais de 10 mm. A escolha dependerá da resistência desejada durante a confecção e tipo de aplicação. Os termoplásticos de alta densidade, por necessitarem de temperaturas mais elevadas, são trabalhados sobre moldes positivos em gesso. É possível realizar a aplicação de tranfers coloridos nas placas termoplásticas, resultando em próteses ou ortóteses esteticamente mais agradáveis.
Carbono
A fibra de carbono é um material extremamente leve, durável e resistente, porém de alto custo. É utilizado quando se procura criar um componente que ofereça uma grande resistência em regiões sujeitas a enormes cargas de tensão.
Espumas
As espumas geralmente são utilizadas como uma interface de protecção entre as próteses e a pele do segmento envolvido, especialmente em áreas vulneráveis a lesões, como em proeminências ósseas.
A ortopedia utiliza desde 1960 o polietileno expandido, comercialmente conhecido como Plastazote e Evazote. Este material apresenta na sua composição células fechadas e cruzadas, as quais evitam a absorção de líquidos, como suor, urina e exsudatos. Moldados em baixas temperaturas e bastante leves, estes materiais são encontrados em placas de diferentes espessuras e densidades, sendo os menos densos os mais flexíveis.
Resinas
As resinas são polímeros preparados via processos de polimerização por adição ou condensação. São utilizadas sobretudo para confeccionar os encaixes das próteses. São comercializadas na forma de soluções ou dispersões, que depois de aplicadas secam, ficando rígidas.
Polímeros
Os polímeros viscoelásticos são materiais com imensa capacidade de reabsorção de choques, apresentando, portanto, uma vasta aplicação para protetização de regiões submetidas a grandes pressões.
Silicone
O silicone é um polímero inorgânico formado por um núcleo de silício e oxigénio. Pela variação do tamanho da sua cadeia, podem-se manipular as características deste material, que podem variar desde uma consistência totalmente sólida até a um líquido viscoso. O silicone é sobretudo utilizado para a confecção de revestimento de próteses estéticas, pois as suas características permitem que seja trabalhado de uma forma que é possível criar a textura e o aspecto da pele. Apresenta ainda características importantes como o facto de ser resistente à água e a temperaturas extremas, ser inodoro e não tóxico.

## Áreas de actuação do ortoprotésico
A Ortoprotesia é uma profissão autónoma e independente, que está legalmente enquadrada e funciona em complementaridade com diversos grupos de profissionais de saúde (equipa multidisciplinar).
O ortoprotésico está habilitado a trabalhar em:
- centros de saúde
- hospitais com departamentos de fisiatria, ortopedia e cirurgia
- hospitais com departamento de Ortoprotesia
- ortopedias privadas
- clínicas e centros de reabilitação
- ensino